# 约翰·查特斯
约翰·查特斯（英語：John Charters，1913年10月25日—1995年1月16日），新西兰男子赛艇运动员。他曾代表新西兰参加1938年大英帝国运动会赛艇比赛，获得男子八人单桨有舵手铜牌。